# Аніліди
Аніліди (англ. anilides) — хімічні сполуки.

Хімічна структура аніліду

- 1. Сполуки, похідні оксокислот RkE(=O)l (OH)m (l ≠ 0) внаслідок заміщення ОН-групи на NHPh-групу, це N-феніл-аміди. Приміром, ацетанілід СH3C(=O)NHPh.
- 2. Солі, утворені заміщенням гідрона, зв'язаного з атомом N аніліну, на метал або інший катіон. Приміром, натрійанілід NaNHPh.